# جوليان كريستوفيرسن
جوليان كريستوفيرسن (بالبوكمول: Julian Kristoffersen) (10 مايو 1997 - ) هو لاعب كرة قدم نرويجي في مركز مهاجم ‏. لعب مع نادي كوبنهاغن.

## وصلات خارجية
- جوليان كريستوفيرسن على موقع الاتحاد الأوربي (الإنجليزية)
- جوليان كريستوفيرسن على موقع اتحاد النرويج (النرويجية)
- جوليان كريستوفيرسن على موقع دوري كوريا الجنوبية (الإنجليزية)
- جوليان كريستوفيرسن على موقع قاعدة بيانات كرة القدم.إي يو (الإنجليزية)
- جوليان كريستوفيرسن على موقع Soccerway.com (الإنجليزية)